# Доржготовын Пурэвлоов
Доржготовын Пурэвлоов (монг. Доржготовын Пүрэвлоов, род. 12 октября 1944) — монгольская лыжница. Участница зимних Олимпийских игр 1964 года. Первая женщина, представлявшая Монголию на Олимпийских играх.

## Биография
Доржготовын Пурэвлоов родилась 12 октября 1944 года.
В 1964 году вошла в состав сборной Монголии на зимних Олимпийских играх в Инсбруке. Выступала в лыжных гонках. На дистанции 5 км заняла предпоследнее, 31-е место, показав результат 24 минуты 55,8 секунды, опередив только Гун Эдель из Швеции и уступив 7 минут 5,3 секунды победительнице Клавдии Боярских из СССР. На дистанции 10 км заняла последнее, 35-е место, показав результат 55.03,6 и уступив 14 минут 39,3 секунды вновь завоевавшей золото Боярских.
Пурэвлоов стала первой женщиной, представлявшей Монголию на Олимпийских играх.